# Onthophagus mentaveiensis
Onthophagus mentaveiensis é uma espécie de inseto do género Onthophagus, família Scarabaeidae, ordem Coleoptera.

## História
Foi descrita cientificamente por Boucomont em 1914.